# سيرجيو باتشيكو دي أوليفيرا
سيرجيو باتشيكو دي أوليفيرا (7 يونيو 1981 بريو دي جانيرو في البرازيل - ) هو لاعب كرة قدم برازيلي في مركز الوسط. لعب مع رودا ياي سي وسيفاسبور وميتالورغ دونيتسك ونادي إنتر باكو وناك بريدا وطوروس نيزا ونادي تاركسيين راينباوز.

## وصلات خارجية
- سيرجيو باتشيكو دي أوليفيرا على موقع اتحاد تركيا (لاعب) (الإنجليزية)
- سيرجيو باتشيكو دي أوليفيرا على موقع اتحاد أوكرانيا (الإنجليزية)
- سيرجيو باتشيكو دي أوليفيرا على موقع قاعدة بيانات كرة القدم.إي يو (الإنجليزية)
- سيرجيو باتشيكو دي أوليفيرا على موقع Soccerway.com (الإنجليزية)